# Nicetas Coniates
Nicetas (ou Nicetes) Coniates (em grego: Νικήτας Χωνιάτης; c. 1155 - 1215 ou 1216), chamado por vezes Nicetas Acominato (em latim: Nicetas Acominatus), foi um historiador bizantino.
Era irmão do também historiador Miguel Coniates, que chegou a ser arcebispo de Atenas. Sob a proteção do seu irmão, dedicou-se inicialmente à política, e conseguiu vários cargos durante o reinado dos imperadores Ângelos (entre eles, o de grande logóteta) e foi governador do tema de Filipópolis num período crítico.
Após a Queda de Constantinopla durante a Quarta Cruzada, em 1204, fugiu para Niceia, onde se instalou na corte do imperador de Niceia Teodoro I Láscaris, dedicando-se à literatura. Morreu em 1215 ou 1216.

## Obra
A sua obra principal é a História, em 21 livros, que abrange o período de 1118 a 1207, continuando exatamente no ponto em que termina A Alexíada de Ana Comnena.
Apesar do seu estilo retórico e florido, a obra tem um grande valor documental, pois refere acontecimentos dos quais foi testemunha ou que escutou de boca de testemunhas. A parte mais interessante da obra é aquela em que se descreve a conquista de Constantinopla. O seu breve tratado sobre as estátuas destruídas pelos latinos (na sua forma atual talvez alterado por um autor posterior) é de especial interesse para os arqueólogos. A sua obra teológica (Thesaurus Orthodoxae Fidei), embora se conserve íntegra manuscrita, apenas tem sido publicada em parte. É uma das principais autoridades para conhecer as heresias e escritores heréticos do século XII.